# Беклемишев, Владимир Александрович
«Если Христа, как его тогда обычно рисовали и воображали, одеть в пиджак и брюки, дать трубку или папиросу в руки — это и будет внешний вид Беклемишева. Победитель женщин, довольно талантливый скульптор, постоянно увлекавшийся и много говоривший об искусстве, он был христианином со всем присущим этому роду людей лицемерием и ханжеством».
Влади́мир Алекса́ндрович Беклеми́шев (3 [15] августа 1861, Екатеринослав — 21 декабря 1919, Новоржев, Псковская губерния) — русский скульптор, сторонник академизма, один из основных петербургских ваятелей времён Серебряного века, педагог; мастер станковой и мемориальной пластики, также создавал жанровые скульптуры, портреты и памятники. Один из членов-учредителей Общества имени Архипа Куинджи (с 1909), член Товарищества передвижников (с 1917). Академик (с 1892) и действительный член (с 1893; по новому уставу) Императорской Академии художеств, преподаватель Высшего художественного училища (1894—1918; ректор в 1900—1903 и 1906—1911); вместе с Гуго Залеманом — наставник ряда известных мастеров рубежа дореволюционной и советской эпох. Действительный статский советник (1913).

## Биография

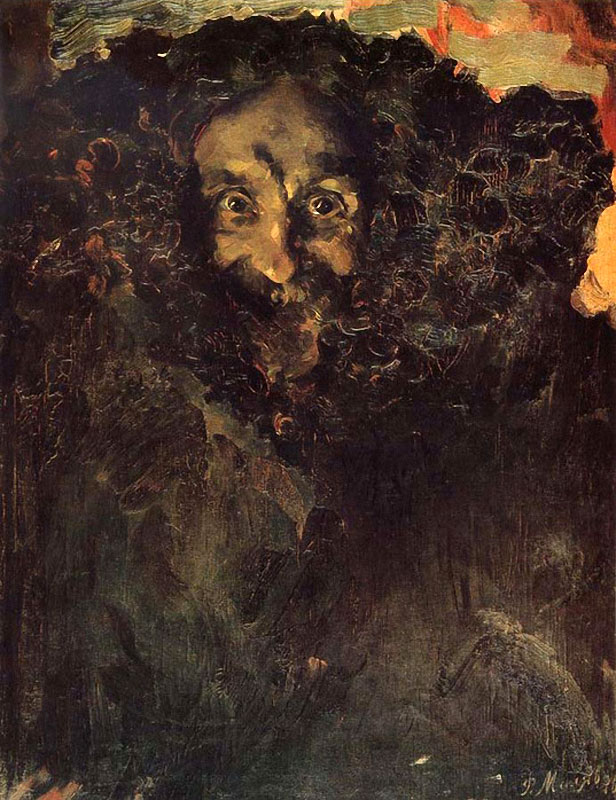
Ф. Малявин. Владимир Беклемишев. 1910-е годы
Холст, масло. 109 × 84 см
Музей Академии художеств — Музей-квартира Исаака Бродского, Санкт-Петербург

Уроженец Бахмутского уезда Екатеринославской губернии; потомок разветвлённого дворянского рода, старший сын в семье Александра Николаевича Беклемишева (1820–1908) — гусарского полковника в отставке, фигуранта «дела о подделке серий», после ссылки в Иркутской губернии переселившегося в Италию и получившего там (под новой фамилией Реджио) известность в качестве художника-сценографа.
Вольноприходящий учащийся Императорской Академии художеств (1878–1887); ученик Н. А. Лаверецкого, А. Р. фон Бока. В течение обучения награждался медалями Академии: малая серебряная (1883), малая серебряная (1884), большая и малая серебряные (1885), малая серебряная (1886) за программу «Каин после убийства брата», большая золотая медаль (1887) за программу «Положение во гроб». Звание классного художника 1-й степени (1887). С сентября 1887 по январь 1888 года преподавал в Рисовальной школе Общества поощрения художеств, после чего был отправлен пенсионером Академии художеств за границу (1888). Сверхштатный адъюнкт-профессор Академии (1892). Звание академика (1892) за работы «Беглый раб», «Христианка первых веков» и другие.
С 1894 года — профессор и руководитель скульптурной мастерской в Высшем художественном училище при Императорской Академии художеств. Ректор в 1900—1903, 1906—1911 годах. Среди его учеников — такие скульпторы, как М. Ф. Блох, В. С. Богатырёв, Ю. Н. Бразоль, Л. А. Дитрих, В. В. Козлов, В. В. Лишев, М. Г. Манизер, М. Я. Харламов, И. А. Шуклин, и другие.
Будучи самым востребованным русским скульптором своего времени и, как следствие, весьма состоятельным человеком, Беклемишев незадолго до революции приобрёл у князей Мещерских имение Герчиково рядом с Талашкиным.
В 1917 году — уполномоченный отдела охраны памятников старины и искусства в Петрограде.
В сентябре 1919 года Беклемишев был арестован как бывший «кадет» по обвинению в контрреволюционной деятельности, но вскоре был отпущен после обращения товарищей по Обществу имени Куинджи к Максиму Горькому. По настоянию врачей он переехал в Новоржев Псковской губернии, где участвовал в деятельности местного народного университета; там же он скончался и был похоронен в декабре 1919 года. Утверждения, согласно которым прах скульптора был позднее перевезён в Петроград, недостоверны.
В браке (с января 1897) с Екатериной Ивановной Прохоровой, в первом браке Гвозданович (1865–1912), также скульптором, имел двух дочерей: Екатерину (в браке Шафонская; 1897–1972) и Клеопатру (1898–1976), вслед за родителями также ставшую скульптором.

## Произведения
Творчество Беклемишева расположено на стыке позднего академизма с реалистическим направлением передвижничества. Наиболее известен как портретист (статуи П. И. Чайковского, А. И. Куинджи, Марии Фёдоровны) и жанрист («Деревенская любовь»; «Как хороши, как свежи были розы…»), согласно первому изданию Большой советской энциклопедии (1927).
На фоне убогой русской скульптуры 1890-х работы Беклемишева казались отрадным явлением и снискали ему некоторую известность, но уже ближайшее поколение увидело всю немощность и безличность этого искусства, лишенного и формальных достоинств и сколько-нибудь значительного содержания.
Скульптура «Беглый раб», долгое время считавшаяся утраченной (с 1947 года), лишь случайно была найдена в 2010 году при проведении электромонтажных работ в стенах Зимнего дворца.
На доме, в котором жил в Риме Н. В. Гоголь, установлена мемориальная доска с барельефом писателя работы Беклемишева.

Работы скульптора хранятся в собраниях Русского музея, Научно-исследовательского музея Российской академии художеств, Третьяковской галереи, Эрмитажа, Всероссийского музея А. С. Пушкина, Музея-заповедника «Павловск», музея истории Санкт-Петербургской государственной консерватории им. Н. А. Римского-Корсакова, Центрального музея музыкальной культуры им. М. И. Глинки, Нижегородского государственного объединённого музея-заповедника, Нижегородского государственного художественного музея, Пермской государственной художественной галереи, Государственного центрального театрального музея им. А. А. Бахрушина, Государственного Днепровского художественного музея (Украина), Национального музея «Киевская картинная галерея», Национального музея Тараса Шевченко (Киев, Украина) и др.

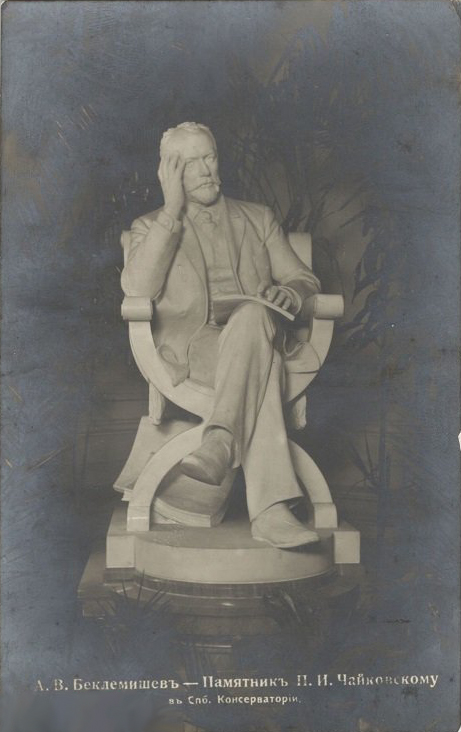
Скульптура Чайковского в Петербургской консерватории. Исторический квир-музей в изгнании
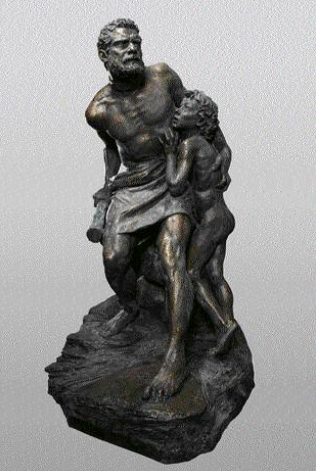
«Беглый раб» (1891)
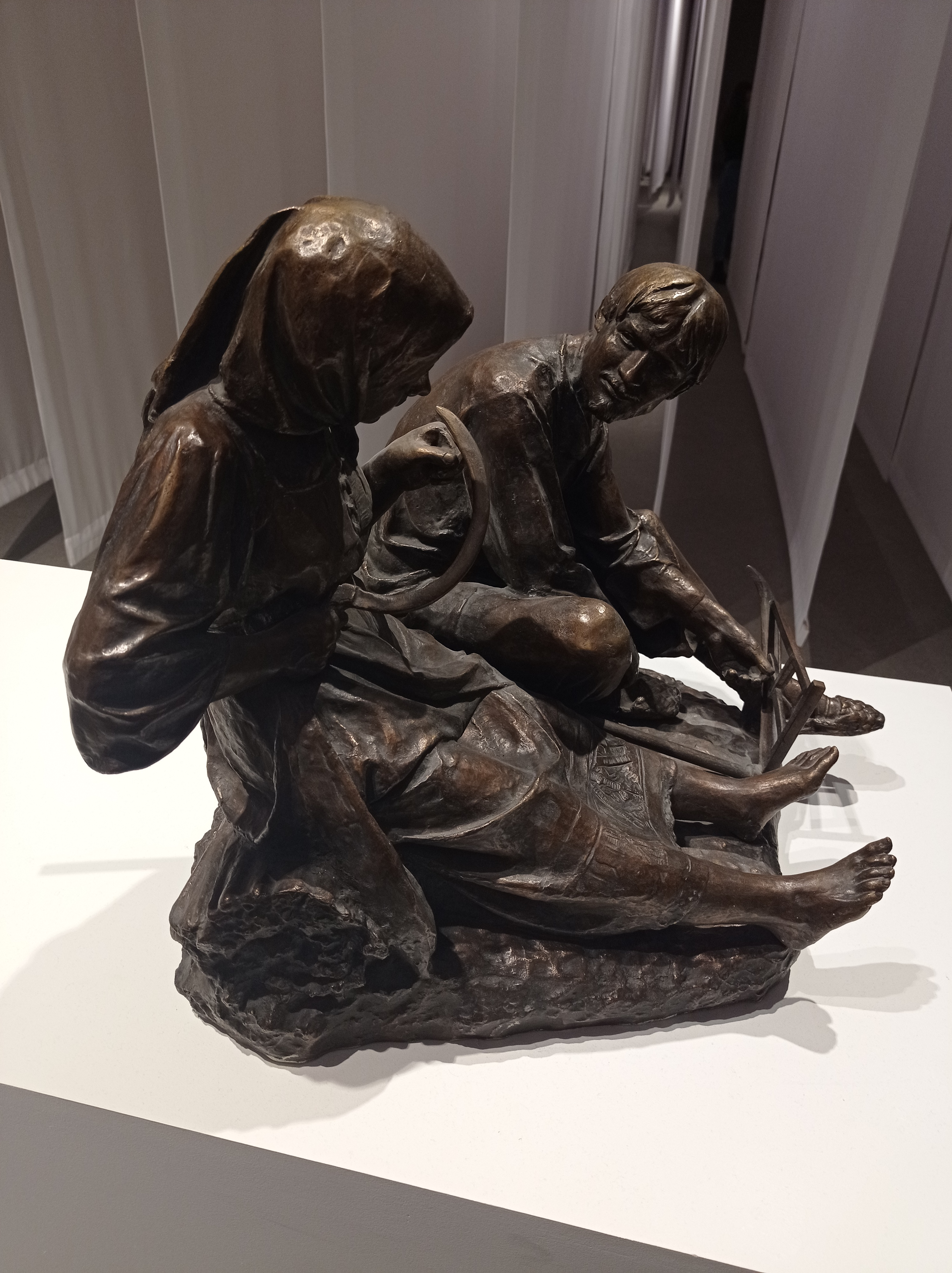
«Деревенская любовь» (1896)
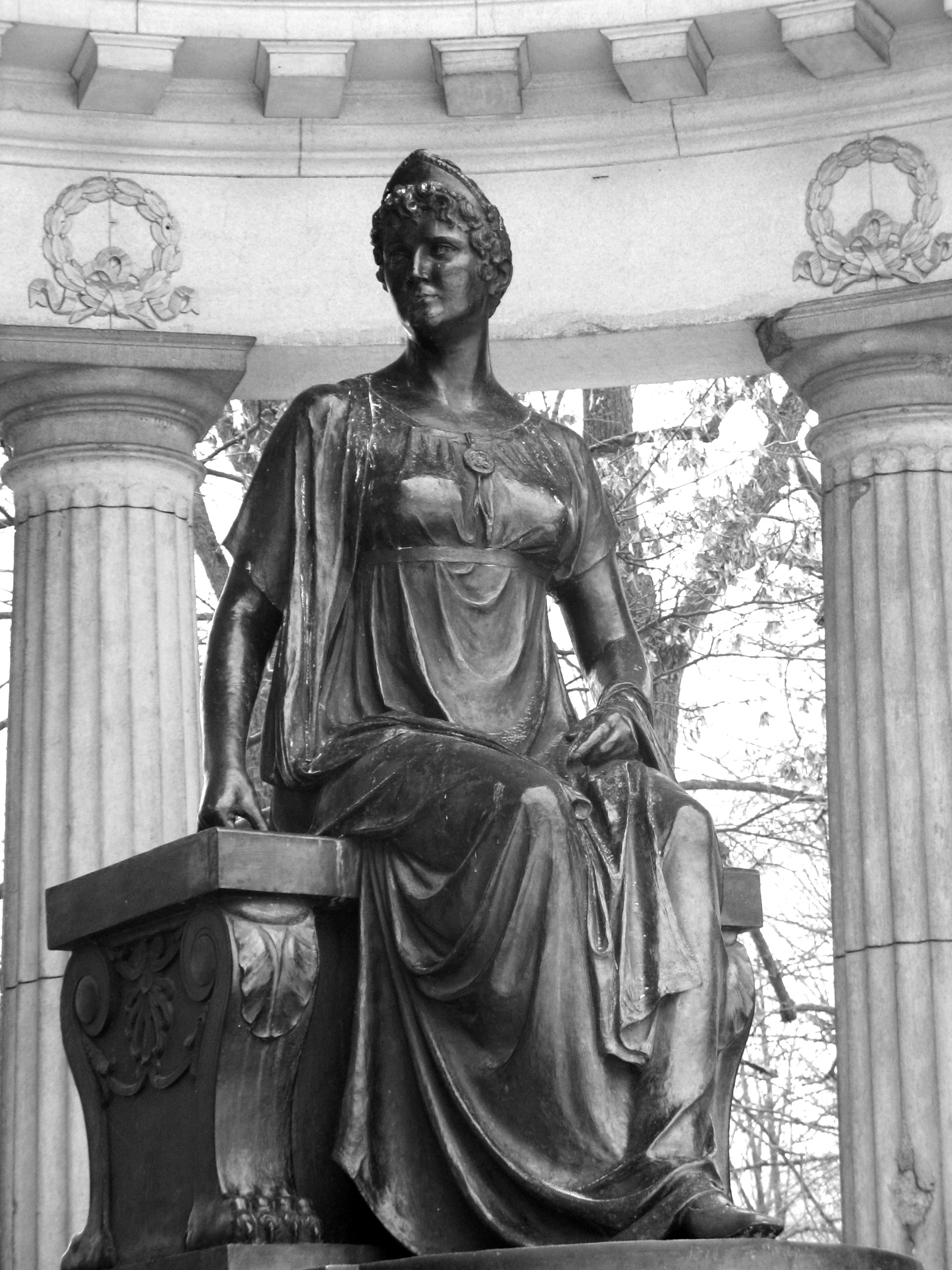
Памятник Марии Фёдоровне в Павловске
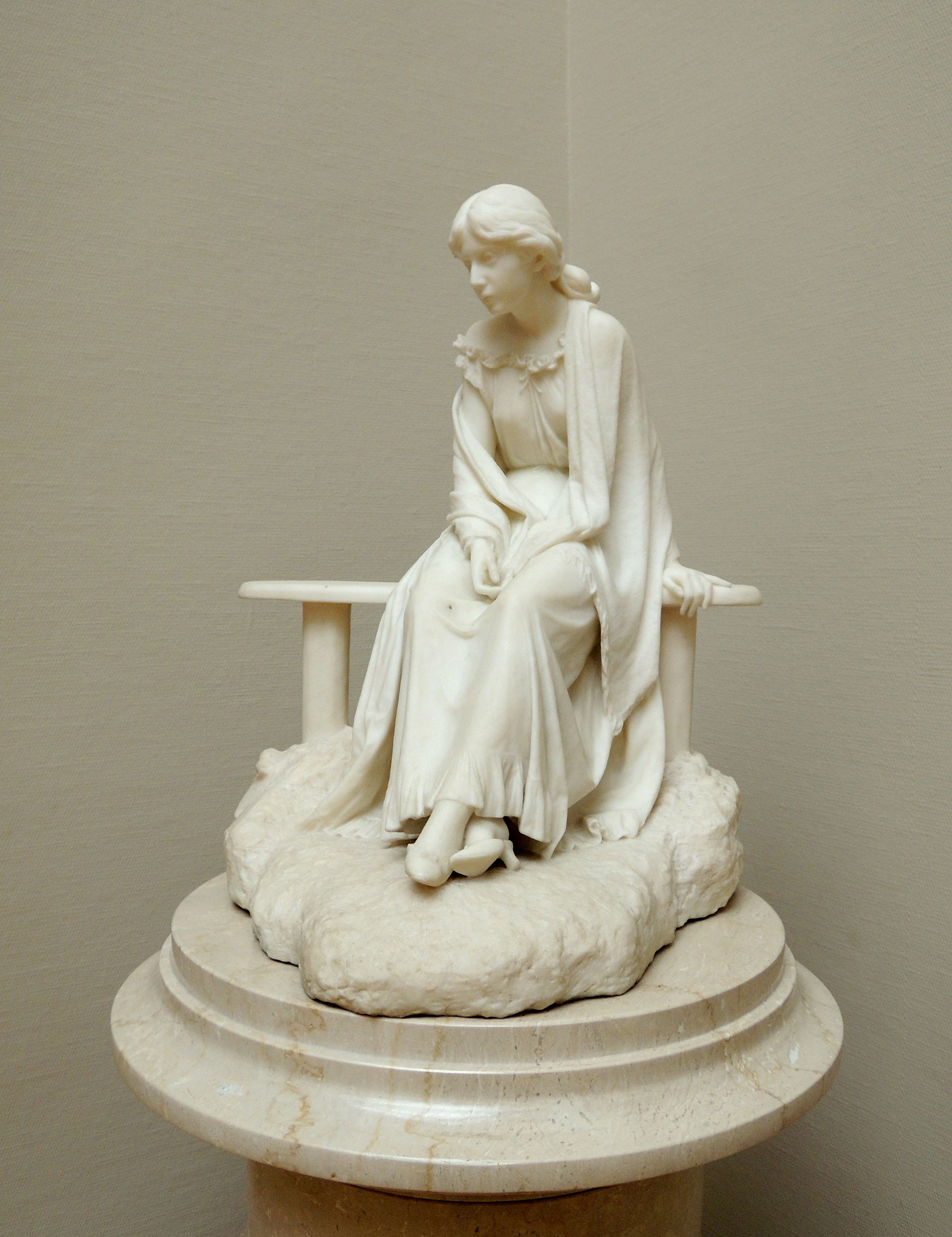
Как хороши, как свежи были розы (1896)
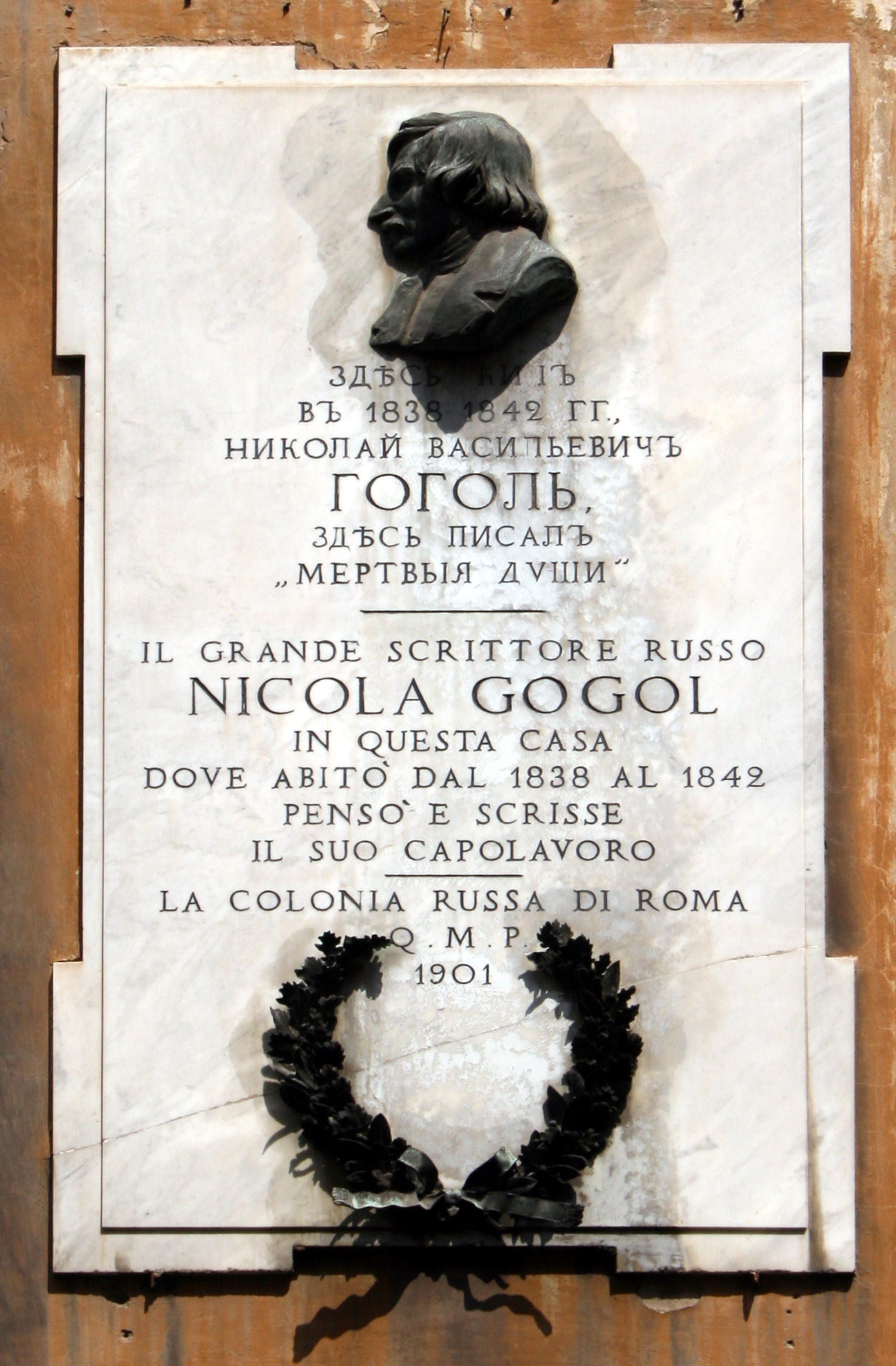
Барельеф Н. В. Гоголя. Рим, via Sistina, 126 (1903)